# José María Vidal
Pour les articles homonymes, voir Vidal et José Vidal (homonymie).
José María Vidal Bravo  est un footballeur espagnol né le 6 mai 1935 à Madrid et mort le 1er août 1986 à Valence. Il évoluait au poste de milieu.

## Biographie

### En club
José María Vidal est formé au Real Madrid CF,.
De 1953 à 1956, Vidal est prêté successivement à l'UD Salamanque, au Real Saragosse et à Plus Ultra,.
En 1956, il rejoint le Grenade CF,.
S'il joue sa première saison avec Grenade, il est à nouveau prêté à l'AD Ceuta FC lors de sa deuxième saison,.
En 1958, Vidal est transféré au Real Murcie,.
Après une saison à Murcie, il revient jouer au Real Madrid CF en 1959,.
Lors de la campagne de Coupe des clubs champions en 1959-1960, il dispute six matchs. Il marque un but lors d'un huitième de finale contre l'AS La Jeunesse d'Esch. Il joue également la finale : le Real Madrid s'impose contre l'Eintracht Francfort 5-3.
Vidal remporte la Coupe intercontinentale en 1960.
Il est sacré Champion d'Espagne à deux reprises en 1960-61 et en 1961-62,.
En 1963, il est transféré au CD Málaga,.
De 1963 à 1965, il est joueur du Levante UD,.
Lors de la saison 1965-1966, il évolue au Real Valladolid,.
Il conclut sa carrière avec deux expériences à l'étranger : il évolue sous les couleurs du club néerlandais du Sparta Rotterdam puis de la franchise américaine du Philadelphia Spartans (en) avant de raccrocher les crampons en 1967,.

### En équipe nationale
International espagnol, il reçoit quatre sélections en équipe d'Espagne pour aucun but marqué entre 1960 et 1961,.
Il joue son premier match en équipe nationale en amical le 14 juillet 1960 contre le Chili (victoire 4-0 à Ñuñoa).
Son dernier match en équipe nationale a lieu le 11 juin 1961 contre l'Argentine (victoire 2-0 à Séville) toujours en amical.

## Palmarès
Real Madrid
| - Coupe des clubs champions (1) : - Vainqueur : 1959-60. - Coupe intercontinentale (1) : - Vainqueur : 1960. |  | - Championnat d'Espagne (2) : - Champion : 1960-61 et 1961-62. - Coupe d'Espagne (1) : - Vainqueur : 1961-62. |